# Neopachygaster maculicornis
Neopachygaster maculicornis är en tvåvingeart som först beskrevs av James Stewart Hine 1902.  Neopachygaster maculicornis ingår i släktet Neopachygaster och familjen vapenflugor. Inga underarter finns listade i Catalogue of Life.